# Víctor Fonseca
Víctor Josué Fonseca Fonseca, noto semplicemente come Víctor Fonseca (Hatillo, 16 novembre 1992), è un giocatore di calcio a 5 costaricano.

## Carriera
Con la Nazionale maschile di calcio a 5 della Costa Rica Fonseca ha vinto due edizioni consecutive del CONCACAF Futsal Championship e partecipato a tre Coppe del Mondo.

## Palmarès

### Club
- Campionato costaricano: 1
Grupo Line: 2016

### Nazionale
- CONCACAF Futsal Championship: 2
Costa Rica 2016, Guatemala 2021